# Naussac-Fontanes
Naussac-Fontanes is een gemeente in het Franse departement Lozère (regio Occitanie). De plaats maakt deel uit van het arrondissement Mende. Naussac-Fontanes is op 1 januari 2016 ontstaan door de fusie van de gemeenten Naussac en Fontanes. De gemeente telde 368 inwoners op 1 januari 2022.

## Geografie
De oppervlakte van Naussac-Fontanes bedroeg op 1 januari 2022 24,8 vierkante kilometer; de bevolkingsdichtheid was toen 14,8 inwoners per km².

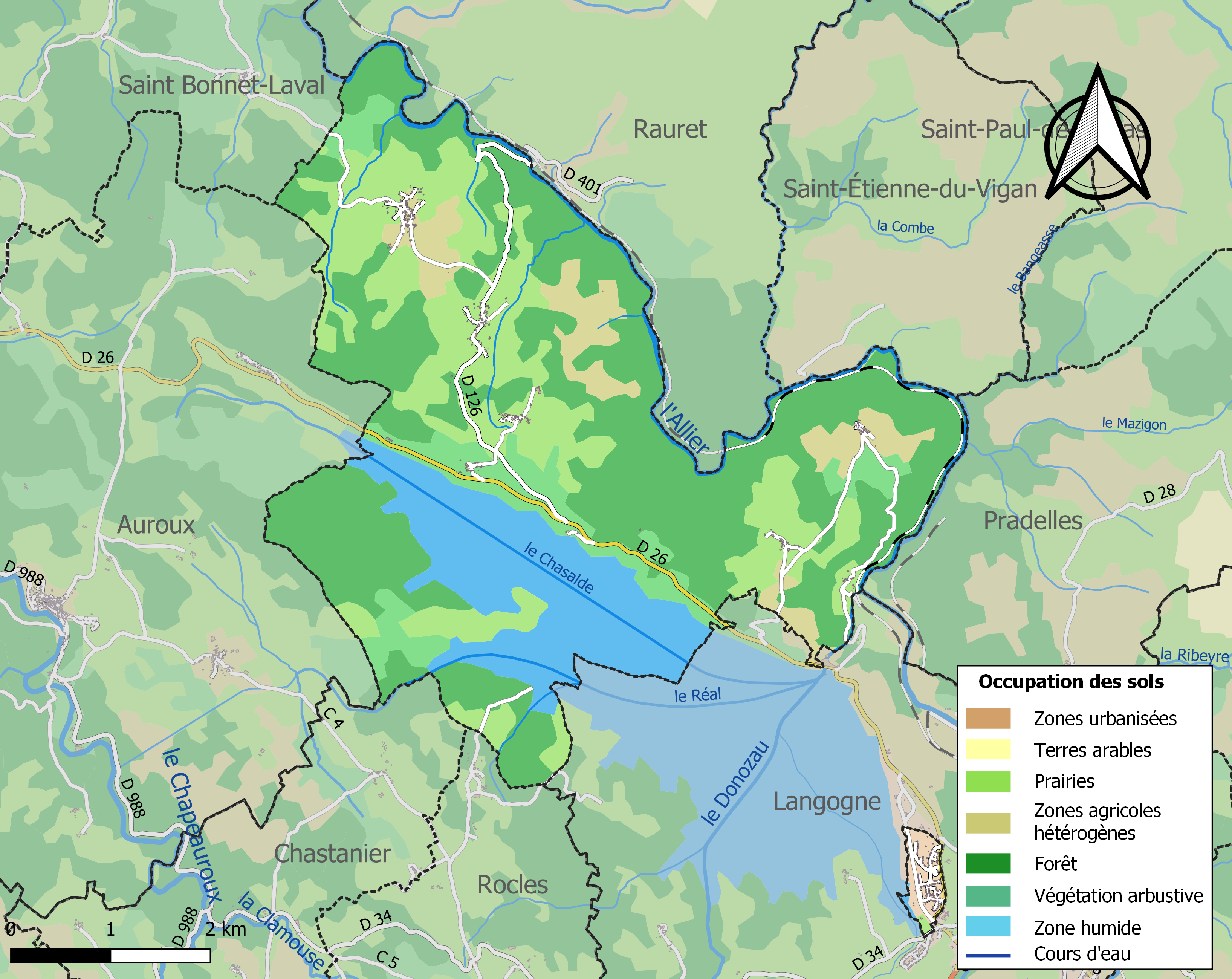
Kaart van de gemeente met de belangrijkste infrastructuur, bodemgebruik en omliggende gemeenten